# 자우프주 (사우디아라비아)
자우프주(아랍어: الجوف)는 사우디아라비아 북부에 위치한 주로, 요르단과 국경을 맞대고 있다. 주도는 사카카이며 면적은 100,212km2, 인구는 361,676명(2004년 기준)이다.